# 何清华
何清华（1946年3月—），汉族，中华人民共和国政治人物、第十一届全国政协委员。
中国民主同盟会员，担任民盟湖南省委副主委、山河智能董事长、中南大学教授。2008年，当选第十一届全国政协委员，代表科学技术界，分入第二十九组。